# Riwo
Riwo is een bestuurslaag in het regentschap Dompu van de provincie West-Nusa Tenggara, Indonesië. Riwo telt 1718 inwoners (volkstelling 2010).

## Geboren
- Paul Tergat (1969), atleet